# Dennis Christopher
Dennis Christopher (geboren Dennis Carrelli) (Philadelphia (Pennsylvania), 2 december 1950) is een Amerikaans acteur, vooral bekend geworden als de volwassen Eddie Kaspbrak uit Stephen Kings IT. Ook speelde hij de rol van Jack of All Trades/Sheriff Ed Post/Albert Newquay in de serie Profiler.

## Filmografie
- Django Unchained (2012) - Leonide Moguy
- Trapped! (televisiefilm, 2006) - Adrien
- The Lost Room (miniserie, 2006) - Dr. Martin Ruber
- Deadwood (televisieserie) - Bellegarde (5 afl. 2006)
- NYPD Blue (televisieserie) - Mr. Prosser (afl. The Vision Thing, 2004)
- Nine Lives (2004) - Mikey
- Angel (televisieserie) - Cyvus Vail (3 afl. 2004)
- Law & Order: Criminal Intent (televisieserie) - Roger Coffman (afl. Cherry Red, 2003)
- Six Feet Under (televisieserie) - Kevin Lamb (afl. Nobody Sleeps, 2003)
- Crossing Jordan (televisieserie) - Charles Rutledge (afl. Upon the Wasted Building, 2002)
- Star Trek: Enterprise (televisieserie) - Danik (afl. Detained, 2002)
- Kate Brasher (televisieserie) - Jesus (afl. Jeff, 2001|Georgia, 2001)
- Roswell (televisieserie) - Bobby Dupree (afl. Disturbing Behavior, 2001|How the Other Half Lives, 2001)
- The Ballad of Lucy Whipple (televisiefilm, 2001) - Joshua 'Carrots' Beale
- FreakyLinks (televisieserie) - Vince Elsing (afl. Subject: Fearsum, 2000|Subject: The Harbingers, 2001)
- Mind Rage (2000) - Steve
- Profiler (televisieserie) - Jack of All Trades/Sheriff Ed Post/Albert Newquay (44 afl. 1996-1999)
- New York Undercover (televisieserie) - Dr. Royce (afl. Spare Parts, 1998)
- The Burning Zone (televisieserie) - Rol onbekend (afl. Lethal Injection, 1996)
- Tarzan: The Epic Adventures (televisieserie) - Paul D'Arnot (afl. Tarzan's Return: Part 1, 1996)
- Pacific Blue (televisieserie) - Dr. Mortimer T. Anton (afl. The Phoenix, 1996)
- The Sentinel (televisieserie) - Dr. Anthony Bates (afl. Cypher, 1996)
- The Silencers (1996) - Comdor
- SeaQuest DSV (televisieserie) - Ambassador Dillington (afl. Reunion, 1996)
- It's My Party (1996) - Douglas Reedy
- Skeletons (1996) - Jim Norton
- Deadly Invasion: The Killer Bee Nightmare (televisiefilm, 1995) - Pruitt Taylor Beauchamp
- The Watcher (televisieserie) - Rol onbekend (afl. Heartburned, 1995)
- Aurora: Operation Intercept (1995) - Victor Varenkov
- Boys Life (1995) - Mr. Reese (The Disco Years)
- Bad English I: Tales of a Son of a Brit (1995) - Rol onbekend
- The Disco Years (1994) - Mr. Reese
- The Cosby Mysteries (televisieserie) - Rol onbekend (afl. Mirror, Mirror, 1994)
- Plughead Rewired: Circuitry Man II (1994) - Leech
- Star Trek: Deep Space Nine (televisieserie) - Borath (afl. The Search: Part 2, 1994)
- Necronomicon (1994) - Dale Porkel (Deel 2)
- Doppelganger (1993) - Dokter Heller
- Murder, She Wrote (televisieserie) - Lyman Taggart (afl. Final Curtain, 1993)
- Willing to Kill: The Texas Cheerleader Story (televisiefilm, 1992) - Randy
- Civil Wars (televisieserie) - Rol onbekend (afl. Oceans White with Phone, 1992)
- False Arrest (televisiefilm, 1991) - Wally Roberts
- Monsters (televisieserie) - Laurence Bauer (afl. Hostile Takeover, 1991)
- Dead Women in Lingerie (1991) - Lapin
- IT (televisiefilm, 1990) - Eddie Kaspbrak
- Murder, She Wrote (televisieserie) - Dr. Henry Carlson (afl. Shear Madness, 1990)
- Circuitry Man (1990) - Leech
- Matlock (televisieserie) - Noel Bishop (afl. The Star, 1989)
- A Sinful Life (1989) - Nathan Flowers
- Christabel (televisiefilm, 1988) - U.S. Airman
- Friends (1988) - John
- Hooperman (televisieserie) - Danny Welles (afl. Blues for Danny Welles, 1987)
- Stingray (televisieserie) - Joshua Williams (afl. The Second Finest Man Who Ever Lived, 1987)
- Alien Predator (1987) - Damon
- The Equalizer (televisieserie) - Father Nicholas Kostmayer (afl. The Cup, 1986)
- Flight of the Spruce Goose (1986) - Stan
- Jake Speed (1986) - Desmond Floyd
- Cagney & Lacey (televisieserie) - Dr. Stanley (afl. A Safe Place, 1986)
- Moonlighting (televisieserie) - Benjamin Wylie (afl. The Lady in the Iron Mask, 1985)
- Trapper John, M.D. (televisieserie) - Daryl Kirby (afl. Promises, Promises, 1984)
- Tales of the Unexpected (televisieserie) - Killer (afl. Number Eight, 1984)
- Faerie Tale Theatre (televisieserie) - Jack (afl. Jack and the Beanstalk, 1983)
- Didn't You Hear... (1983) - Kevin
- Don't Cry, It's Only Thunder (1982) - Brian Anderson
- Chariots of Fire (1981) - Charles Paddock
- Fade to Black (1980) - Eric Binford
- The Last Word (1980) - Ben Travis
- Breaking Away (1979) - Dave Stoller
- California Dreaming (1979) - T.T.
- A Wedding (1978) - Hughie Brenner
- September 30, 1955 (1977) - Eugene
- 3 Women (1977) - Soda-bezorger (niet op aftiteling)
- Bernice Bobs Her Hair (televisiefilm, 1976) - Charley
- Roma (1972) - De hippie (niet op aftiteling)
- The Young Graduates (1971) - Pan
- Blood and Lace (1971) - Pete
- The Time Tunnel (televisieserie) - Merlin (afl. Merlin the Magician, 1967, niet op aftiteling)